# Б'юна-Віста (Джорджія)
Буена-Віста (англ. Buena Vista) — місто (англ. city) в США, в окрузі Меріон штату Джорджія. Населення — 1585 осіб (2020).

## Географія
Буена-Віста розташована за координатами 32°19′7″ пн. ш. 84°31′3″ зх. д. / 32.31861° пн. ш. 84.51750° зх. д. (32.318497, -84.517566).  За даними Бюро перепису населення США в 2010 році місто мало площу 8,53 км², з яких 8,39 км² — суходіл та 0,14 км² — водойми.

## Демографія
Згідно з переписом 2010 року, у місті мешкали 2173 особи в 824 домогосподарствах у складі 498 родин. Густота населення становила 255 осіб/км².  Було 1029 помешкань (121/км²).
Расовий склад населення:
| - 65,5 % — чорних або афроамериканців - 19,2 % — білих - 0,6 % — корінних американців - 0,4 % — азіатів - 12,3 % — осіб інших рас |

До двох чи більше рас належало 2,0 %. Частка іспаномовних становила 16,9 % від усіх жителів.
За віковим діапазоном населення розподілялося таким чином: 28,2 % — особи молодші 18 років, 58,3 % — особи у віці 18—64 років, 13,5 % — особи у віці 65 років та старші. Медіана віку мешканця становила 31,0 року. На 100 осіб жіночої статі у місті припадало 94,2 чоловіків;  на 100 жінок у віці від 18 років та старших — 91,9 чоловіків також старших 18 років.
Середній дохід на одне домашнє господарство  становив 36 689 доларів США (медіана — 25 120), а середній дохід на одну сім'ю — 36 034 долари (медіана — 27 236). Медіана доходів становила 27 745 доларів для чоловіків та 22 647 доларів для жінок. За межею бідності перебувало 27,2 % осіб, у тому числі 46,4 % дітей у віці до 18 років та 26,4 % осіб у віці 65 років та старших.
Цивільне працевлаштоване населення становило 825 осіб. Основні галузі зайнятості: виробництво — 29,7 %, освіта, охорона здоров'я та соціальна допомога — 22,3 %, будівництво — 14,4 %, фінанси, страхування та нерухомість — 9,5 %.